# Alter jüdischer Friedhof (Fulda)
Der Alte jüdische Friedhof ist ein nicht mehr existierender Friedhof in der Stadt Fulda im Landkreis Fulda in Osthessen. Der jüdische Friedhof lag auf dem Gelände zwischen der heutigen Bahnhof-, Linden- und Rabanusstraße. An seiner Stelle besteht heute ein Park („Jerusalemplatz“), auf dessen Gelände es keine Grabsteine mehr gibt. Ein Gedenkstein an der Parkmauer Ecke Rabanusstraße/Sturmiusstraße erinnert an den alten Friedhof. 

## Geschichte
Der alte jüdische Friedhof wurde seit Ende des 16. Jahrhunderts belegt. Er lag außerhalb der damaligen Stadtmauer. Bis 1906/07 fanden dort die Beisetzungen der Gemeinde statt. Bis zur NS-Zeit waren Grabsteine von etwa 1665 an erhalten. Andere ältere Grabsteine (1635, 1654, 1658) wurden beim Umbau des Priesterseminars als Steinfliesen gefunden und der jüdischen Gemeinde zurückgegeben. Weitere Grabsteine bzw. Grabsteinfragmente befinden sich beim Dom in Fulda. Sie waren nach der Vertreibung der Juden im 17. Jahrhundert als Plattenbelag bzw. als Baumaterial für den Dom verwendet worden.
Im Jahr 1928 wurde der Friedhof durch Schulkinder geschändet.
In den Jahren 1938/40 wurde der Friedhof von der Stadt abgeräumt und eingeebnet. An seiner Stelle wurde ein Park angelegt, der nach 1945 erhalten blieb. Gebeine der auf dem alten Friedhof Beigesetzten wurden auf den neuen Friedhof gebracht. 
Im Keller des 1960 erbauten Zollamts (Ecke Lindenstraße/Sturmiusstraße) befindet sich ein schlichter Gedenkraum. An dessen Frontseite ist eine Tafel angebracht mit der Inschrift: Dieser Raum sei geweiht der Erinnerung an die Seelen aller Heiligen, Frommen und Großen in Israel, aller Männer und Frauen der altehrwürdigen Gemeinde Fulda, die hier ihre Ruhestätte fanden bis zur gewaltsamen Auflösung des Friedhofes zur Zeit der Schreckensherrschaft.
Im November 2023 wurden Jüdische Grabsteine in einem Fuldaer Garten entdeckt, als Treppenstufen verbaut in einem Schrebergarten. Sie waren in der Reichspogromnacht 1938 auf dem verwüsteten Friedhof entwendet worden.